# Колесников, Тит Фёдорович
Тит Фёдорович Колесников (15 март 1896 года, хут. Нестеркин  — октябрь 1941, под Вязьмой) — советский военачальник, полковник (1936). Участник Гражданской и Великой Отечественной войн. Командующий 89-й стрелковой дивизией.

## Биография
Родился в 1986 году в хуторе Нестеркино ныне Обливского района Ростовской области. Начал службу в Русской императорской армии в 1917 году, поле призыва в течение семи месяцев проходил службу в 1-м запасном артиллерийском дивизионе в Новочеркасске, на фронт Первой мировой войны отправлен не был. 
С мая 1918 года в рядах Красной Армии.  В Гражданскую войну вступил в партизанский отряд тов. Михрова, затем с июня служил в 1-м Донском кавалерийском полку. В 1919 году принимал участие в сражениях с частями генерала А. И. Деникина под Царицыном. Летом 1919 года был направлен на 1-е советские Московские кавалерийские курсы комсостава. Вскоре вернулся на войну где воевал на Северо-Западном фронте против войск генерала Н. Н. Юденича. 
В 1920 году проходил службу в 116-го кавалерийском полку, летом участвовал в боях с белополяками и петлюровцами, осенью воевал против войск генерала П. Н. Врангеля под Перекопом, с января 1921 г. – с вооруженными формированиями Н. И. Махно в Таврической губернии на юге страны. 
В 1921 году временно возглавлял 2-й Туркестанский кавалерийский полк в составе 9-й Крымской кавалерийской дивизии. С 1922 по 1924 год проходил обучение в Ленинградской высшей кавалерийской школе. В 1927 году переведен в Туркестан, где занял должность командира 81-го Бальджуанского кавалерийского полка 7-й Туркестанской кавалерийской бригады. Воевал с ним против басмачей на афганской границе и в Таджикистане. 
С 1935 по 1937 год служил в Разведывательном управления Штаба РККА. С 1937 года занимался преподавательской деятельностью на Курсах усовершенствования командного состава РККА. В 1939 году назначен помощником командира 9-й Крымской кавалерийской дивизии им. Совнаркома УССР. 
В июля 1940 года назначен командиром 89-й стрелковой дивизии, сформированной в Орловском военном округе. В начале Великой Отечественной войны 89-я стрелковая дивизия была включена в 28-ю армию. С 20 июля 1941 года в составе 24-й армии, затем оперативной группы войск Западного фронта под командованием генерал-лейтенанта С. А. Калинина и 19-й армии участвовала в Смоленском сражении, в кровопролитных боях в районе Капыревщина (севернее Ярцево). 
В начале октября 1940 года в ходе начавшейся Вяземской оборонительной операции части дивизии неся большие потери, оказались в окружении из которого выходили мелкими группами. Среди вышедших полковник Тит Фёдорович Колесников не значится, считается пропавшим без вести в октябре 1941 года.

## Награды
- Орден Красной Звезды;
- Орден Трудового Красного Знамени Таджикской ССР;
- Медаль «XX лет РККА».